# Arroyo Santa María, Chiapas
Arroyo Santa María är en ort i Mexiko.   Den ligger i kommunen Ocosingo och delstaten Chiapas, i den sydöstra delen av landet, 800 km öster om huvudstaden Mexico City. Arroyo Santa María ligger 1 263 meter över havet och antalet invånare är 117.
Terrängen runt Arroyo Santa María är kuperad norrut, men söderut är den bergig. Arroyo Santa María ligger uppe på en höjd. Runt Arroyo Santa María är det glesbefolkat, med 16 invånare per kvadratkilometer. Närmaste större samhälle är Taniperla, 18,9 km öster om Arroyo Santa María. I omgivningarna runt Arroyo Santa María växer i huvudsak städsegrön lövskog.